# هانز اکشتان
هانز اکشتان (آلمانی: Hans Eckstein; ۱۵ دسامبر ۱۹۰۸ – ۱۵ مارس ۱۹۸۵) بازیکن واترپلو اهل آلمان بود.